# Инаугурация Игоря Смирнова (2006)
Четвёртая инаугурация Игоря Николаевича Смирнова в качестве президента Приднестровской Молдавской Республики (ПМР) и Александра Ивановича Королёва в качестве вице-президента Приднестровской Молдавской Республики состоялась 22 декабря 2006 года, которая ознаменовала начало четвёртого срока Игоря Смирнова на посту президента Приднестровья. Прошла в Приднестровском государственном театре драмы и комедии имени Н. С. Аронецкой на специальном заседании Верховного совета ПМР.
На президентских выборах 10 декабря 2006 года Игорь Смирнов набрал во втором туре 82,4 % голосов избирателей. Второе место заняла кандидат от коммунистических партий Надежда Бондаренко, получив 8,1 % голосов избирателей.

## Церемония
В церемонии инаугурации приняли участие депутаты Верховного Совета ПМР всех созывов, представители органов государственной исполнительной и судебной власти, прокуратуры, а также политических партий, общественных организаций и молодёжных движений. На мероприятии также присутствовала делегация из Абхазии во главе с её президентом Сергеем Багапшем, а также делегации из Южной Осетии и непризнанной Нагорно-Карабахской Республики.
Специальное заседание Верховного Совета ПМР было открыта председателем Верховного Совета Евгением Шевчуком. После того, как Шевчук поприветствовал всех присутствующих депутатов и гостей, председатель Центральной избирательной комиссии Приднестровья Пётр Денисенко был приглашён на сцену, чтобы объявить окончательные результаты президентских выборов республики.
Далее Игорь Смирнов принёс присягу на Конституции. Затем он торжественно подписал текст присяги на трёх государственных языках — молдавском, русском и украинском — после чего председатель Верховного Совета Евгений Шевчук объявил его официально вступившим в должность президента ПМР. Председатель ЦИК Пётр Денисенко вручил Смирнову и вице-президенту Королёву служебные удостоверения. Таким образом, Игорь Смирнов и Александр Королёв официально вступили в должность президента и вице-президента Приднестровья.
Торжественное церемония инаугурации президента Игоря Смирнова и вице-президента Александра Королёва завершились праздничным концертом, в котором участие приняли Государственный симфонический оркестр и ведущие творческие коллективы Приднестровья.